# Kanstancin Siŭcoŭ
Kanstancin Viktaravič Siŭcoŭ (in bielorusso Канстанцін Віктаравіч Сіўцоў?, Kanstantsin Sivtsov o Kanstantsin Siutsou; Homel', 9 agosto 1982) è un ex ciclista su strada bielorusso.
Scalatore, campione del mondo in linea Under-23 nel 2004, ha gareggiato come professionista dal 2005 al 2018 vincendo una tappa al Giro d'Italia 2009.

## Carriera
Cominciò con il calcio, dedicandosi solo successivamente al ciclismo, sia su strada che su pista. Dal 2001 al 2003 fu attivo in Russia con i gruppi sportivi Itera e Lokomotiv, poi si trasferì in Italia per correre tra le file della squadra dilettantistica bergamasca Palazzago-Vellutex (qui trovò peraltro i connazionali Andrėj Kunicki e Branislaŭ Samojlaŭ). Proprio nel 2004 a Verona si laureò campione del mondo in linea su strada nella categoria Under-23: il trionfo gli valse il passaggio al professionismo, a partire dal 2005, con la formazione ProTour Fassa Bortolo.
La prima stagione tra i professionisti di Siŭcoŭ, in seguito anche ad una frattura al braccio destro rimediata in gennaio, si chiuse senza particolari acuti; nel 2006 trovò quindi ingaggio presso l'Acqua & Sapone di Palmiro Masciarelli, cogliendo in maggio la prima vittoria nella categoria pro, una tappa alla Corsa della Pace, gara UCI Europe Tour di categoria 2.HC. Nel 2007 corse per il Team Barloworld, e fu vittima di un altro infortunio, la frattura del bacino e della clavicola destra durante la Volta ao Alentejo; ristabilitosi, pur non vincendo corse in stagione riuscì comunque a classificarsi secondo al Giro dell'Appennino.
Nel 2008 si trasferì al Team High Road (ex T-Mobile) aggiudicandosi la sesta tappa e la classifica generale del Tour de Georgia. L'anno dopo al Giro d'Italia ottenne il principale successo in carriera: oltre a vincere la cronometro a squadre di apertura, fece sua l'ottava tappa di quella "Corsa rosa", da Morbegno a Bergamo, grazie a una fuga solitaria iniziata a 13 km dal traguardo (lui stesso in quel periodo risiedeva lì vicino, a Villongo). Nel 2011 concluse quindi nono al Giro d'Italia. Nel 2012 passò al Team Sky, e l'anno dopo vinse la medaglia di bronzo nella cronometro a squadre ai campionati del mondo in Toscana.
Nel 2016 si accasa al Team Dimension Data: durante la stagione si classifica decimo al Giro d'Italia e si aggiudica entrambi i titoli nazionali, in linea e a cronometro. Per il 2017 viene quindi ingaggiato dal neonato team Bahrain-Merida, e in maggio completa il Giro d'Italia in supporto di Vincenzo Nibali, terzo classificato; il 16 giugno cade però durante la seconda tappa del Giro di Slovenia, fratturandosi il femore e perdendo così la seconda parte di stagione. Torna al successo nel 2018, sempre in maglia Bahrain, imponendosi in una tappa e nella classifica finale del Tour of Croatia. Selezionato per il Giro d'Italia, non vi prende parte in quanto cade procurandosi un'altra frattura, questa volta lineare alla seconda vertebra cervicale, durante la ricognizione della cronometro inaugurale.
Il 5 settembre 2018, dopo un test a sorpresa fuori gara risalente al 31 luglio precedente, viene trovato positivo all'eritropoietina e sospeso dalla propria squadra, la Bahrain; viene poi squalificato dall'Unione Ciclistica Internazionale per quattro anni, fino al 4 settembre 2022.

## Palmarès
- 2004 (Palazzago-Vellutex)

Trofeo Salvatore Morucci
Coppa 29 Martiri di Figline di Prato
Gran Premio Folignano
Campionati bielorussi, Prova a cronometro
Campionati del mondo, Prova in linea Under-23
- 2006 (Acqua & Sapone-Caffè Mokambo, due vittorie)

5ª tappa Corsa della Pace
Campionati bielorussi, Prova in linea
- 2008 (Team High Road, due vittorie)

6ª tappa Tour de Georgia (Blairsville > Brasstown Bald)
Classifica generale Tour de Georgia
- 2009 (Team Columbia-High Road, una vittoria)

8ª tappa Giro d'Italia (Morbegno > Bergamo)
- 2011 (HTC-Highroad, una vittoria)

Campionati bielorussi, Prova in linea
- 2013 (Team Sky, due vittorie)

2ª tappa Giro del Trentino (Sillian > Vetriolo Terme)
Campionati bielorussi, Prova a cronometro
- 2014 (Team Sky, una vittoria)

Campionati bielorussi, Prova a cronometro
- 2016 (Team Sky, due vittorie)

Campionati bielorussi, Prova a cronometro
Campionati bielorussi, Prova in linea
- 2018 (Bahrain-Merida, due vittorie)

3ª tappa Tour of Croatia (Traù > Biocovo/Sveti Jure)
Classifica generale Tour of Croatia

### Altri successi
- 2005 (Fassa Bortolo)

1ª tappa, 2ª semitappa Settimana Internazionale di Coppi e Bartali (Misano Adriatico, cronosquadre)
- 2007 (Barloworld)

Classifica giovani Coppa Italia
- 2009 (Team Columbia-High Road)

Classifica scalatori Vuelta a Murcia
3ª tappa Tour de Romandie (Yverdon-les-Bains, cronosquadre)
1ª tappa Giro d'Italia (Lido di Venezia, cronosquadre)
- 2010 (Team HTC-Columbia)

Classifica scalatori Vuelta a Murcia
1ª tappa Vuelta a España (Siviglia, cronosquadre)
- 2011 (Team Sky)

1ª tappa Giro d'Italia (Venaria Reale > Torino, cronosquadre)
- 2013 (Sky Procycling)

1ª tappa, 2ª semitappa Giro del Trentino (Lienz, cronosquadre)
2ª tappa Giro d'Italia (Ischia Porto > Forio, cronosquadre)

## Piazzamenti

### Grandi Giri
- Giro d'Italia

2008: ritirato
2009: 13º
2011: 9º
2013: 37º
2014: ritirato (14ª tappa)
2015: 26º
2016: 10º
2017: 35º
2018: non partito (1ª tappa)
- Tour de France

2007: 32º
2008: 17º
2010: 39º
2012: ritirato (3ª tappa)
2013: 90º
- Vuelta a España

2010: 38º
2011: ritirato (11ª tappa)
2014: 43º

### Classiche monumento
- Milano-Sanremo

2007: 73º
2013: ritirato
- Liegi-Bastogne-Liegi

2005: ritirato
2009: 38º
2011: 50º
2013: 98º
2015: 38º
2016: 93º
- Giro di Lombardia

2005: 25º
2006: ritirato
2007: ritirato
2008: 38º
2009: 76º
2010: ritirato
2011: 43º
2014: 52º
2016: ritirato

### Competizioni mondiali
- Campionati del mondo

Verona 1999 - In linea Juniores: 19º
Plouay 2000 - Cronometro Juniores: 6º
Plouay 2000 - In linea Juniores: 74º
Verona 2004 - In linea Under-23: vincitore
Verona 2004 - Cronometro Under-23: 34º
Madrid 2005 - In linea Elite: ritirato
Salisburgo 2006 - In linea Elite: 56º
Stoccarda 2007 - In linea Elite: 61º
Mendrisio 2009 - In linea Elite: 56º
Melbourne 2010 - Cronometro Elite: 30º
Melbourne 2010 - In linea Elite: 33º
Copenaghen 2011 - In linea Elite: 168º
Toscana 2013 - Cronosquadre: 3º
Toscana 2013 - Cronometro Elite: 10º
Toscana 2013 - In linea Elite: ritirato
Ponferrada 2014 - Cronosquadre: 4º
Ponferrada 2014 - Cronometro Elite: 42º
Ponferrada 2014 - In linea Elite: ritirato
Richmond 2015 - Cronometro Elite: 27º
Richmond 2015 - In linea Elite: 60º
Doha 2016 - Cronometro Elite: 32º
Doha 2016 - In linea Elite: ritirato
- Giochi olimpici

Pechino 2008 - In linea: 33º
Rio de Janeiro 2016 - In linea: 49º
Rio de Janeiro 2016 - Cronometro: 25º

### Competizioni europee
- Campionati europei

Atene 2003 - Cronometro Under-23: 15º
Otepää 2004 - Cronometro Under-23: 40º
Otepää 2004 - In linea Under-23: 93º
Plumelec 2016 - Cronometro Elite: 23º
Plumelec 2016 - In linea Elite: 61º